# Thorsten Dittrich
Thorsten Dittrich (* 8. Februar 1967 in Hamburg; † Oktober 2022 ebenda) war ein deutscher Maler und Restaurator.
Dittrich studierte an der Universität Hamburg bis 1996 Kunstgeschichte mit Magisterabschluss und absolvierte anschließend eine Ausbildung zum Restaurator für Gemälde und Wandmalereien. Ab 1998 arbeitete er freiberuflich als Künstler und Kunsthistoriker.
Seit 2006 konzentrierte er sich auf sein künstlerisches Schaffen und nutzte eine Synthese von Zeichnungen, Malerei und Collagetechniken als Ausdrucksmittel. Dittrichs Werke waren häufig Ausdrücke von komplexen Gefühlswelten, eine seiner Gemäldeserien bezeichnete er als Mentale Landschaften. Die Tonalität seiner Arbeiten zeichnete sich durch zurückhaltende Farben aus und wurde als die Einbindung der Realität in ein abstrahiertes Gesamtgefüge beschrieben. Politisch setzte er sich beispielsweise in der Gruppenausstellung „Der Fräulein-Komplex“ von 2009 mit der Figur der Eva Braun auseinander.
Thorsten Dittrich war Mitglied des Berufsverbands Bildender Künstler und ab 2008 einer der Mitbegründer des in Hamburg ansässigen gemeinnützigen Kunstvereins nachtspeicher23 e. V. mit Sitz in Hamburg-St. Georg.

## Ausstellungen (Auszug)
- 2024 – Kreativhaus Eimsbüttel – Verschmelzungen (posthume Retrospektive)
- 2018 – Kunstverein Husum – Von den Dingen, ihren Orten, jenen Taten
- 2016 – Kunsthaus Hamburg – Danke, wir brauchen nichts
- 2015 – Künstlerhaus Sootbörn, Hamburg, Gruppenausstellung
- 2014 – Kunsthaus Hamburg – Macht
- 2012 – Fabrik der Künste, Hamburg – Position
- 2012 – xpon Artgallery, Hamburg – Rausverkauf
- 2011 – Kunstverein Frappant e. V., Hamburg – Leinenzwang
- 2009 – Galerie nachtspeicher23, Hamburg – Der Fräulein-Komplex